# Pouteria mattogrossensis
Pouteria mattogrossensis är en tvåhjärtbladig växtart som först beskrevs av Pilg., och fick sitt nu gällande namn av Charles Baehni. Pouteria mattogrossensis ingår i släktet Pouteria och familjen Sapotaceae. Inga underarter finns listade i Catalogue of Life.